# Maragogipe (kommun)
Maragogipe är en kommun i Brasilien.   Den ligger i delstaten Bahia, i den östra delen av landet, 1 000 km öster om huvudstaden Brasília. Antalet invånare är 42 815.
Följande samhällen finns i Maragogipe:
- Maragogipe

I omgivningarna runt Maragogipe växer i huvudsak städsegrön lövskog. Runt Maragogipe är det ganska glesbefolkat, med 32 invånare per kvadratkilometer.